# 구글 텐서
구글 텐서(영어: Google Tensor)는 구글이 픽셀 장치를 위해 설계한 시스템 온 칩(SoC) 프로세서 시리즈이다. 1세대 칩은 2021년 픽셀 6, 픽셀 6 프로 스마트폰 시리즈에 첫 선을 보였고, 2022년 픽셀 7과 픽셀 7 프로 스마트폰 시리즈의 2세대 칩이 뒤를 이었다.

## 배경
구글이 설계한 시스템 온 칩(SoC) 개발은 2016년 4월에 처음 시작되었지만 구글의 CEO 순다르 피차이와 하드웨어 최고 책임자인 릭 오스터로는 제품이 준비되기까지 오랜 시간이 걸릴 것이라고 동의하였다. 이듬해 이후 규모가 커진 인공지능(AI)과 머신러닝 전문 반도체 연구원 76명으로 구성된 팀을 꾸려 칩 작업을 벌였다. 2020년 4월, 픽셀과 크롬북 장치용 맞춤형 ARM 기반 프로세서(코드명 화이트채플)로 "큰 진전"을 이루었다. 피차이는 지난 10월 구글 모기업 알파벳의 분기별 수익 투자자 통화에서 하드웨어에 대한 회사의 "더 깊은 투자"에 대해 흥분을 표시했는데, 일부는 화이트채플을 암시하는 것으로 해석했다. 2021년 4월, 화이트채플이 구글의 차기 픽셀 스마트폰에 전력을 공급할 것이라는 보도가 나왔다.
구글은 지난 8월 픽셀 6과 픽셀 6 프로 스마트폰의 프리뷰의 일환으로 텐서라는 이름의 이 칩을 공식적으로 공개했다. 이전 픽셀 스마트폰들은 퀄컴 스냅드래곤 칩을 사용했으며 2021년 픽셀 5a가 마지막 픽셀 폰이다. 텐서(Tensor)는 구글의 텐서플로(TensorFlow) 및 텐서 프로세싱 유닛(Tensor Processing Unit) 기술을 참조하는 것으로, 구글 리서치 부문과 함께 부사장 겸 총괄 매니저인 필 카맥이 이끄는 구글 실리콘 팀이 개발하였다. 2022년 9월, 더 버지는 2023년 출시 예정인 픽셀북 노트북의 텐서 구동 후계기가 비용 절감 조치로 인해 취소되었다고 보고했다.

## 모델

### 구글 텐서
1세대 텐서 칩은 픽셀 6와 픽셀 6 프로에 첫 선을 보였으며, 픽셀 폴 런칭 행사에서 2021년 10월 공식적으로 발표되었다. 이후 2022년 7월에 발표된 픽셀 6 시리즈의 미드레인지 변형인 픽셀 6a에 재사용되었다. 구글에 의해 개발된 것처럼 마케팅되었음에도 불구하고, 정밀 검사 결과 이 칩은 삼성의 엑시노스 시리즈와 수많은 유사점을 포함하고 있는 것으로 밝혀졌다.

### G2
2세대 텐서 칩은 2021년 10월까지 개발되었다. 구글은 2022년 7월 연례 구글 I/O 기조연설에서 이 칩이 픽셀 7과 픽셀 7 프로 스마트폰에 출시될 것이라고 발표했다. 이 칩은 "구글 텐서 G2"로 판매된다.

### G3
삼성은 2022년 8월부터 "Zuma"라는 코드명의 텐서 G3 테스트를 시작했다. 2023년 10월에 발표된 이 칩은 Pixel 8a, Pixel 8, Pixel 8 Pro에 탑재되었다.

### G4
코드명: "Zuma Pro". 지원 기기: Pixel 9, Pixel 9a, Pixel 9 Pro, Pixel 9 Pro XL, Pixel 9 Pro Fold.

## 반응
1세대 텐서 칩은 긍정적으로 받아들여졌다. 톰스 가이드의 필립 마이클스(Philip Michaels)는 픽셀 6 및 픽셀 6 프로의 텐서 구동 기능과 비디오 기능 향상을 칭찬했다. Marques Brownlee와 Wired의 Julian Chockkattu가 그랬다. 그의 동료인 릴리 헤이 뉴먼도 칩의 보안 기능을 강조하며 텐서의 가장 강력한 판매 포인트라고 선언했다. CNN 언더스코어드의 Jacon Krol은 Android Authority의 Jimmy Westenberg가 양면적이긴 했지만 텐서가 스마트폰으로 "가장 유동적이고 빠른 성능 중 일부"를 제공했다고 썼다. 안드로이드 폴리스의 Ryne Hager는 이 칩의 성능이 일반 사용자가 받아들일 수 있다고 생각했지만, 구글이 더 이상 퀄컴의 계약 조건에 얽매이지 않는 상황에서 더 이상의 안드로이드 업데이트를 제공하지 않은 것에 실망했다. 테크레이더의 리뷰어 제임스 펙햄은 텐서를 "뛰어난 기능"이라고 평했다.

## 같이 보기
- 애플 실리콘